# Tennis als Jocs Olímpics d'estiu de 2016
Les proves de tennis dels Jocs Olímpics d'Estiu de 2016 celebrats a la ciutat de Rio de Janeiro (Brasil) es disputaran entre el 6 i el 14 d'agost de 2016 al recinte Centro Olímpico de Tenis, situat en el Parque Olímpico da Barra del barri de Barra da Tijuca de la mateixa ciutat, sobre el tipus de superfície DecoTurf. Se celebraran cinc esdeveniments tennístics: dos en categoria masculina i dos en categoria femenina (individual i dobles), i un de dobles mixts. Un total de 172 jugadors van participar en les cinc proves de tennis.
La competició de tennis va estar organitzada pel Comitè Olímpic Brasiler (COB) i la Federació Internacional de Tennis (ITF). Totes les proves també van formar part dels circuits de l'Associació de Tennistes Professionals (ATP) i l'Associació de Tennis Femení (WTA), però a diferència d'edicions anteriors, en aquesta ocasió no oferien punts als participants pels respectius rànquings. Aquesta fou la cinquena edició dels Jocs Olímpics en la qual es disputava la prova de tennis (tenint en compte que les edicions de 1968 i 1984 fou de demostració), i la vuitena consecutiva des de la seva reintroducció l'any 1988.

## Classificació
Per les competicions individuals hi poden participar automàticament els 56 tennistes amb millor rànquing individual a dia de 6 de juny de 2016 dins els rànquings de l'Associació de Tennistes Professionals (ATP, masculí) i l'Associació de tennis femení (WTA, femení). Tanmateix hi ha diverses limitacions com que només poden participar-hi quatre tennistes per país i també han de tenir un nombre mínim de participacions en la Copa Davis o la Copa Federació, dues participacions entre els anys 2013, 2014, 2015 i 2016, de les quals, almenys una en els dos últims anys. Les vuit places restants són invitacions, sis determinades pel Comitè Olímpic de la Federació Internacional de Tennis (ITF) que tenen en compte el rànquing i les nacions representades, i dues més escollides pel Comitè Olímpic Internacional per països petits.
En les proves de dobles es classifiquen automàticament les 24 millors parelles segons el rànquing publicat el 6 de juny de 2016 amb un màxim de dos equips per comitè olímpic. Els deu millors tennistes del rànquing de dobles tenen plaça reservada podent escollir qualsevol company/a encara que no estigui classificat per rànquing. La resta de parelles es formen tenint en compte el millor rànquing de cada tennista, sigui individual o de dobles. Les vuit parelles restants són invitacions escollides pel Comitè Olímpic de la ITF.
Per la competició de dobles mixtes hi pot participar qualsevol tennista classificat en les altres quatre proves tenint en compte el millor rànquing, individual o de dobles, de cada participant de la parella, i amb un màxim de dos equips per comitè olímpic nacional.

## Format de competició
Les proves individuals estan formades per un sistema d'eliminació format per quadres de 64 tennistes, de manera que consta de sis rondes de competició en total. En el cas de dobles està format per un quadre de 32 parelles resultant cinc rondes, mentre que en el quadre de dobles mixtos és de 16 parells amb quatre rondes de competició. Els tennistes classificats per les semifinals poden optar a guanyar una de les medalles olímpiques per cada prova, els dos guanyadors de les semifinals disputen la final per aconseguir la medalla d'or o la d'argent, i els dos perdedors de les semifinals disputen la final de consolació on el guanyador aconsegueix la medalla de bronze.
Tots els partits són al màxim de tres sets a excepció de la final individual masculina, que es disputa al màxim de cinc sets. En tots els sets es pot disputar un tie break si és necessari incloent la final per primera vegada en els Jocs Olímpics. En el cas de la prova de dobles mixtos, el tercer set consisteix en un match tie break, un set disputat a 10 punts.

## Calendari
| Categoria          | Agost | Agost | Agost | Agost | Agost | Agost | Agost | Agost | Agost | Agost | Agost | Agost | Agost | Agost | Agost | Agost | Agost | Agost |
| Categoria          | 6 Ds  | 6 Ds  | 7 Dg  | 7 Dg  | 8 Dl  | 8 Dl  | 9 Dm  | 9 Dm  | 10 Dx | 10 Dx | 11 Dj | 11 Dj | 12 Dv | 12 Dv | 13 Ds | 13 Ds | 14 Dg | 14 Dg |
| ------------------ | ----- | ----- | ----- | ----- | ----- | ----- | ----- | ----- | ----- | ----- | ----- | ----- | ----- | ----- | ----- | ----- | ----- | ----- |
| Categoria          | M     | T     | M     | T     | M     | T     | M     | T     | M     | T     | M     | T     | M     | T     | M     | T     | M     | T     |
| Individual masculí | 1R    | 1R    | 1R    | 1R    | 2R    | 2R    | 2R    | 2R    | 3R    | 3R    | QF    | QF    | SF    | SF    | FC    | FC    | F     | F     |
| Individual femení  | 1R    | 1R    | 1R    | 1R    | 2R    | 2R    | 3R    | 3R    | QF    | QF    | SF    | SF    |       |       | FC    | F     |       |       |
| Dobles masculins   | 1R    | 1R    | 1R    | 1R    | 2R    | 2R    | QF    | QF    | SF    | SF    |       |       | FC    | F     |       |       |       |       |
| Dobles femenins    | 1R    | 1R    | 1R    | 1R    | 2R    | 2R    | 2R    | 2R    | QF    | QF    | SF    | SF    |       |       | FC    | FC    | F     | F     |
| Dobles mixts       |       |       |       |       |       |       |       |       | 1R    | 1R    | QF    | QF    | SF    | SF    | FC    | FC    | F     | F     |

| R1/2/3 | Primera, segona, tercera ronda | QF | Quarts de final | SF | Semifinals | FC | Final de consolació | F | Final | M= | Matí | T= | Tarda |

## Resum de medalles

### Esdeveniments
| Prova              | Or                                             | Argent                                   | Bronze                                    |  |  |  |
| Individual masculí | Andy Murray (GBR)                              | Juan Martín del Potro (ARG)              | Kei Nishikori (JPN)                       |  |  |  |
| Dobles masculins   | Espanya Marc López · Rafael Nadal              | Romania Florin Mergea · Horia Tecău      | Estats Units Steve Johnson · Jack Sock    |  |  |  |
|                    |                                                |                                          |                                           |  |  |  |
| Individual femení  | Mónica Puig (PUR)                              | Angelique Kerber (GER)                   | Petra Kvitová (CZE)                       |  |  |  |
| Dobles femenins    | Rússia Iekaterina Makàrova · Ielena Vesninà    | Suïssa Timea Bacsinszky · Martina Hingis | Txèquia Lucie Šafářová · Barbora Strýcová |  |  |  |
|                    |                                                |                                          |                                           |  |  |  |
| Dobles mixts       | Estats Units Bethanie Mattek-Sands · Jack Sock | Estats Units Venus Williams · Rajeev Ram | Txèquia Lucie Hradecká · Radek Štěpánek   |  |  |  |

### Medaller
| Posició | Delegació    | Or | Argent | Bronze | Total |
| 1       | Estats Units | 1  | 1      | 1      | 3     |
| 2       | Espanya      | 1  | 0      | 0      | 1     |
| 2       | Puerto Rico  | 1  | 0      | 0      | 1     |
| 2       | Regne Unit   | 1  | 0      | 0      | 1     |
| 2       | Rússia       | 1  | 0      | 0      | 1     |
| 6       | Alemanya     | 0  | 1      | 0      | 1     |
| 6       | Argentina    | 0  | 1      | 0      | 1     |
| 6       | Romania      | 0  | 1      | 0      | 1     |
| 6       | Suïssa       | 0  | 1      | 0      | 1     |
| 10      | Txèquia      | 0  | 0      | 3      | 3     |
| 11      | Japó         | 0  | 0      | 1      | 1     |
| Total   | Total        | 5  | 5      | 5      | 15    |